# Síntesis orgánica
La síntesis orgánica es la construcción planificada de moléculas orgánicas mediante reacciones químicas. A menudo las moléculas orgánicas pueden tener un mayor grado de complejidad comparadas con los compuestos puramente inorgánicos. Así pues la síntesis de compuestos orgánicos se ha convertido en uno de los ámbitos más importantes de la química orgánica. 
Hay dos campos de investigación principales dentro del campo de la síntesis orgánica: la síntesis total y la síntesis parcial, que se diferencian por el origen y complejidad de los precursores químicos utilizados. En el primer caso son, a menudo, compuestos derivados del petróleo, de estructura simple, y en el segundo productos naturales de estructura más compleja.
La síntesis orgánica encuentra su aplicación en la fabricación de plásticos, fármacos y colorantes, en laboratorios y en la industria química.
La estrategia formal empleada para diseñar una síntesis se denomina como análisis retrosintético.

## Objetivos
- La síntesis de productos naturales que presentan un especial interés.

|  |

- La síntesis de compuestos para su aprovechamiento en diferentes campos como el farmacéutico, la industria alimentaria, colorantes, plaguicidas, etc.

|  |

- La síntesis de compuestos para el estudio de propiedades físicas o químicas (investigación básica).

## Tipos de síntesis

### Síntesis total
Una síntesis total es la síntesis química de moléculas orgánicas complejas partiendo de moléculas simples comercialmente asequibles, habitualmente derivadas del petróleo.
En una síntesis lineal existen una serie de pasos que se llevan a cabo uno tras otro hasta que se obtiene la molécula objetivo. Esto es a menudo adecuado para una estructura simple. A los compuestos químicos producidos en cada paso se les denomina intermedios sintéticos. Para moléculas más complejas una síntesis convergente es con frecuencia preferible. Esto es así cuando varias "piezas" (intermedios clave) del producto final son sintetizadas separadamente y a continuación unidas, a menudo cerca del final del proceso de síntesis.

### Síntesis parcial o semisíntesis
Síntesis donde se parte de un producto natural, que no ha sido previamente sintetizado, sino extraído y purificado de organismos por métodos de separación de mezclas, que sí es fácilmente accesible. Se usa cuando es una alternativa mejor a una síntesis total. Un ejemplo sería la síntesis del LSD.

## Metodología
Cada paso de una síntesis supone una reacción química. Los reactivos y condiciones que cada una de estas reacciones necesitan han de ser considerados para dar un buen rendimiento y un producto puro, con el menor trabajo posible. Un método o métodos para los primeros intermedios de la síntesis pueden ya existir descritos en la literatura química. Sin embargo muchos intermedios son compuestos que nunca han sido sintetizados antes. Estos serán producidos normalmente usando métodos generales de síntesis. Para ser útiles estos métodos han de dar un rendimiento alto y ser aplicables a un amplio rango de sustratos.
La investigación científica de nuevos métodos sintéticos implica tres etapas: descubrimiento, optimización y estudios de ámbito de aplicación y limitaciones. El descubrimiento puede ser producto de la casualidad (serendipia) o bien producto de un diseño previo. En la optimización, donde se trabaja sólo con uno o dos compuestos de partida, se prueban una amplia variedad de condiciones de temperatura, solvente, tiempo de reacción, etc., hasta que se encuentran las condiciones óptimas de rendimiento y pureza. Para comprobar el ámbito de aplicación y sus limitaciones a continuación el investigador prueba a ensayar el método con un extenso rango de sustratos de partida diferentes, se determinan los productos secundarios (si existen), el efecto sobre otros grupos funcionales y se realizan estudios del mecanismo de reacción. Si las investigaciones anteriores muestran que puede ser un método de aplicación general, grupos de investigación más grandes pueden entonces llevar a cabo una síntesis total para demostrar su valor en una aplicación real.

## Diseño de la síntesis
El diseño de una síntesis se basa en el análisis retrosintético, que es un enfoque del diseño de síntesis aportado por el químico estadounidense Elias James Corey. Con esta técnica el diseño de la síntesis se planifica hacia atrás partiendo desde el producto final hasta llegar a unos compuestos de partida asequibles, mediante una secuencia de pasos lógicos donde cada vez las estructuras precursoras son más sencillas.